# Österreichische Sporthilfe

Österreichische Sporthilfe

Die Österreichische Sporthilfe (kurz ÖSH) mit Sitz in Wien ist ein gemeinnütziger und unabhängiger Verein, der am 29. Oktober 1971 mit dem Ziel gegründet wurde, Österreichs Nachwuchs- und Spitzensportler mit und ohne Behinderung zu unterstützen.

## Förderung

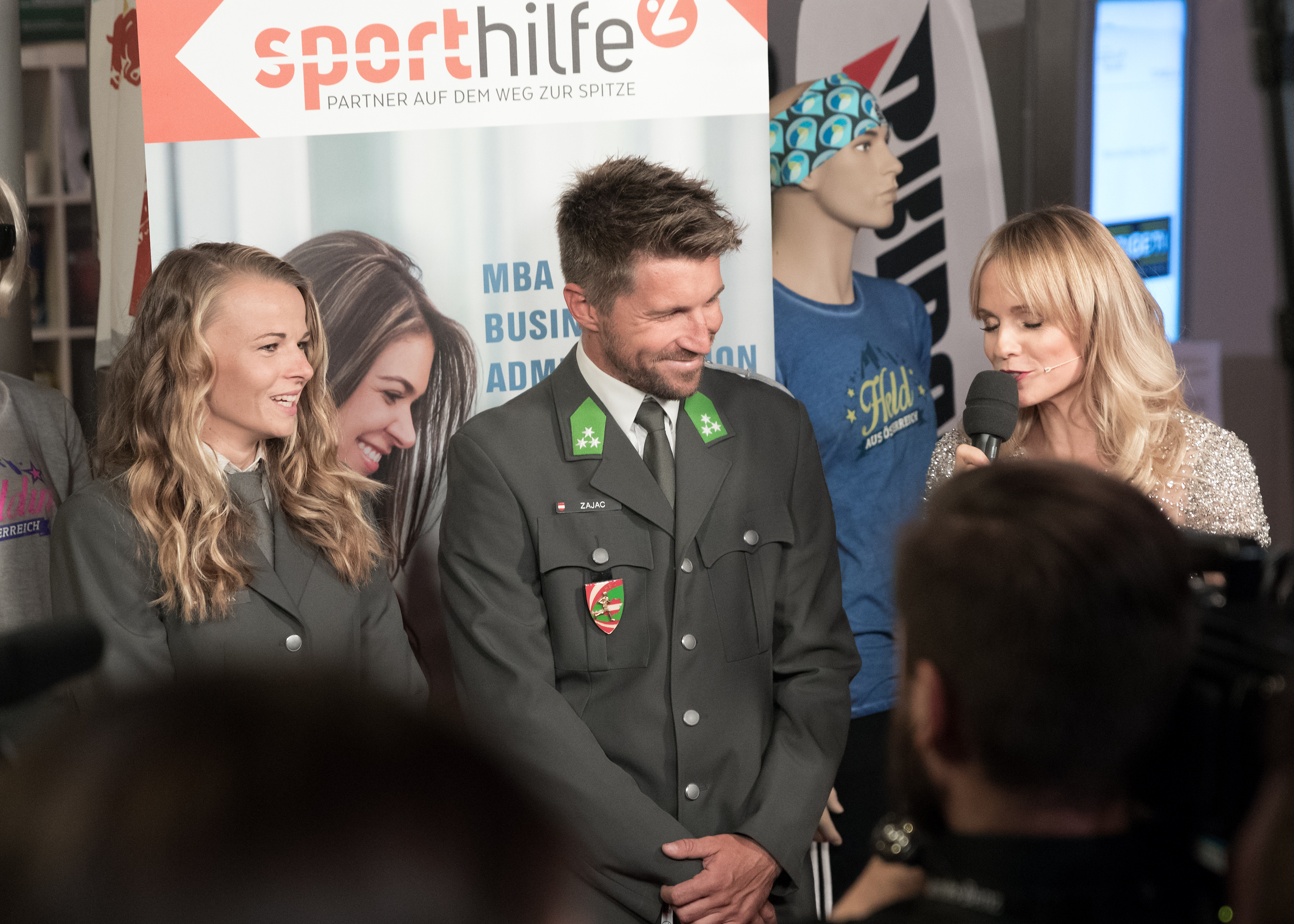
Tanja Frank und Thomas Zajac mit Mirjam Weichselbraun bei der Lotterien Sporthilfe-Gala 2017

Bislang erhielten mehr als 3.000 Sportler Förderungen der Österreichischen Sporthilfe (Stand 2019). Die Unterstützung der Athleten erfolgt nach ihren erbrachten Leistungen in den Kategorien Gold, Silber und Bronze. Gold-Eingestufte erhalten bis zu € 800,- monatlich, in der Kategorie Silber werden bis zu € 400,- und in Bronze bis zu € 200,- ausbezahlt. Bereits von einer Sportförderstelle (HSZ, BM.I, BMF etc.) unterstützte Athleten werden mit reduzierten Summen gefördert. Die Einstufung erfolgt nach den Förderungskriterien durch eine Evaluierungskommission, der Vertreter der Österreichischen Sporthilfe, des Bundesministeriums für Kunst, Kultur, öffentlichen Dienst und Sport, des Bundesministeriums für Landesverteidigung, des Österreichischen Olympischen und Paralympischen Comités, der Bundes-Sport GmbH, der Bundes-Sportorganisation sowie Athletenvertreter angehören. Ausschlusskriterien für eine Förderung sind Mannschafts- und Teamleistungen, nationale Erfolge sowie ein jährliches Einkommen, das € 100.000,- übersteigt.
Aktuell unterstützt die Sporthilfe rund 240 Nachwuchs- und Spitzensportler (Stand Oktober 2019), unter anderem Vanessa Herzog, David Gleirscher, Tanja Frank, Teresa Stadlober, Dominik Landertinger, Clemens Doppler, Janine Flock, Thomas Geierspichler, Pepo Puch, Jasmin Ouschan und Benjamin Karl. Ehemalige geförderte Spitzensportler waren etwa Mirna Jukić, Gregor Schlierenzauer, Wolfgang und Andreas Linger, Felix Gottwald, Kate Allen, Julia Dujmovits, Claudia Lösch, Doris und Stefanie Schwaiger sowie Johanna Ernst.
Seit 2004 zeichnet die Sporthilfe außerdem im Rahmen des Jugendsportpreises die drei besten Nachwuchsathletinnen und Nachwuchsathleten aus und vergibt Stipendien im Gesamtwert von € 20.000,-. Zu den bisherigen Preisträgern zählen u. a. die Skifahrer Anna Veith und Marcel Hirscher, die Skispringer Thomas Morgenstern und Gregor Schlierenzauer, Leichtathlet Lukas Weißhaidinger und Schwimmer Dinko Jukić.
Zudem bietet die Sporthilfe Athleten bereits während ihrer sportlichen Karriere die Möglichkeit, sich in Bildungsprogrammen auf das Berufsleben nach der Sportkarriere vorzubereiten. Mit der Wirtschaftskammer Österreich wurde zu diesem Zweck 2004 die WIFI-Sporthilfe-Akademie gegründet, deren Agenden später KADA (Verein Karriere danach) übernahm. Seit 2017 bietet die ÖSH gemeinsam mit dem Institute of Management der FH Burgenland eine Ausbildung zum MBA „Business Administration & Sport“ an. Der in Europa einzigartige, zeit- und ortsunabhängig organisierte Lehrgang wird im Fernstudium angeboten.

## Organisation
Als Präsident fungierte bis 2020 stets der amtierende Sportminister bzw. -staatssekretär. Im Mai 2020 wurde Susanne Riess zur Präsidentin gewählt, nachdem Sportminister Werner Kogler auf das Amt verzichtete. Zuvor hatte Susanne Riess dieses Amt von 2000 bis 2003 inne. Ab September 2019 bekleidete Eduard Müller dieses Amt, zuvor waren ab Jänner 2018 Vizekanzler Heinz-Christian Strache und ab 2016 Hans Peter Doskozil Präsidenten der Sporthilfe.
Die Geschäftsführer seit 1972 waren:
- 1972 bis 1974: Peter Pilsl
- 1975 bis 1978: Helmut Reiter
- 1978 bis 1986: Gerold Krims
- 1986 Hannes Fürstauer
- 1986 bis 1987: Rudolf Thuri
- 1987 bis 1989: Rudolf Slavik
- 1989 bis 1993: Peter Seisenbacher und Wolf-Dieter Kolment
- 1994 bis 1997: Andreas Schwab[8]
- 1997 bis 2000: Hubert Neuper
- 2000 bis 2016: Anton Schutti
- 2016 bis 2019: Harald Bauer
- seit Juli 2019: Gernot Uhlir[9]

## Finanzierung und Sponsoring
Die Sporthilfe erhält keine staatlichen Förderungen. Die Finanzierung erfolgt ausschließlich durch Partnerschaften mit Unternehmen, Benefizveranstaltungen und Fundraising-Aktivitäten wie der „Krone Charity-Auktion“, der Charity-Schulaktion oder dem Charity-Kalender. Hauptsponsor sind seit 1986 durch die im Glücksspielgesetz verankerte Sportförderung die Österreichischen Lotterien. Zahlreiche weitere Unternehmen unterstützen verschiedene spezielle Förderprogramme oder treten als Sponsoren bei Veranstaltungen auf.
Mit der 2016 gestarteten Sporthilfe-Fundraising-Kampagne „Held aus Österreich“ können in einer eigenen Merchandising-Kollektion von der Sporthilfe aufgelegte T-Shirts und Hoodies mit der Aufschrift „Held / Heldin aus Österreich“ erworben und damit Nachwuchssportler unterstützt werden.
Im Herbst 2018 wurde der Sporthilfe im Rahmen der LOTTERIEN Sporthilfe-Gala erstmals das Österreichische Spendengütesiegel verliehen.

## Veranstaltungen

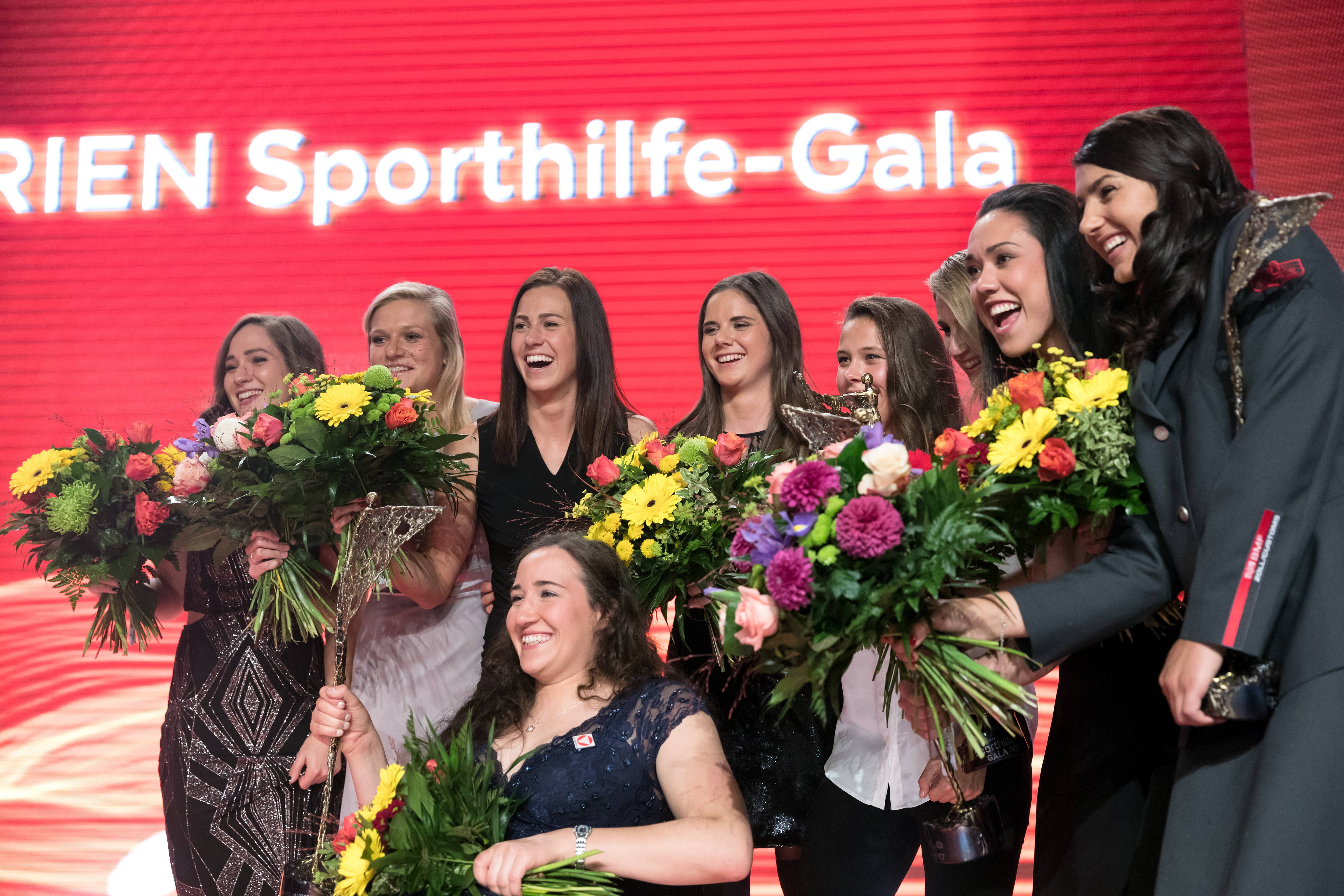
LOTTERIEN Sporthilfe-Gala 2017

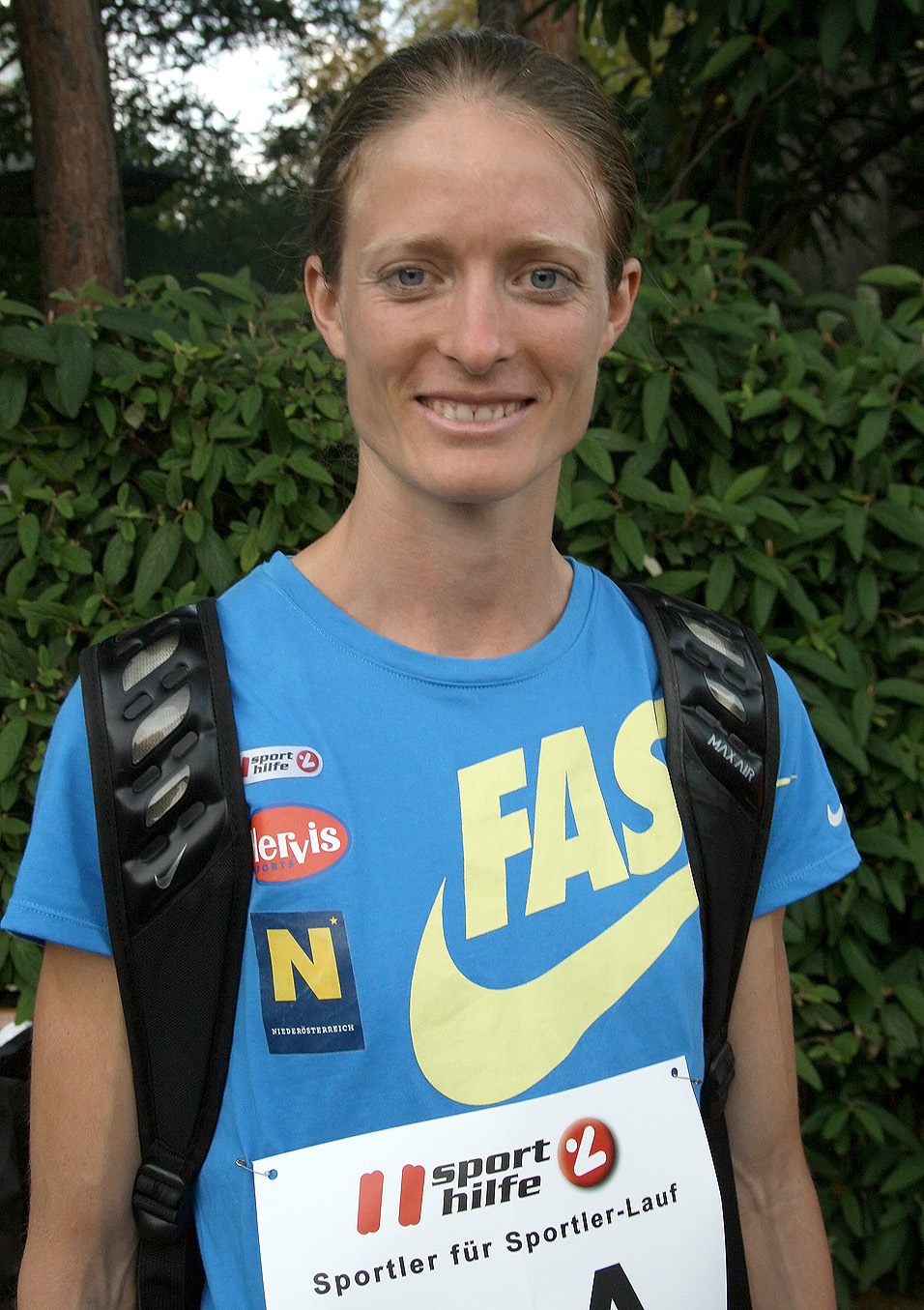
Andrea Mayr, Sportler für Sportler-Lauf der Sporthilfe 2011

Mit der „LOTTERIEN Sporthilfe-Gala“ (ehemals „Nacht des Sports“) organisiert der Verein jedes Jahr die größte Benefizveranstaltung im österreichischen Sport. Im Rahmen dieser Gala werden Österreichs Sportler des Jahres aktuell in folgenden Kategorien ausgezeichnet:
- Sportlerin des Jahres
- Sportlerin des Jahres mit Behinderung
- Sportler des Jahres
- Sportler des Jahres mit Behinderung
- Special Olympics Persönlichkeit des Jahres
- Mannschaft des Jahres
- Aufsteiger des Jahres
- Trainerpersönlichkeit des Jahres
- Sportler mit Herz

Ebenfalls von der ÖSH organisiert werden die Steirische Sporthilfe-Gala mit der Ehrung der steirischen Sportler des Jahres. Außerdem veranstaltet die Österreichische Sporthilfe eine Vielzahl an Charity-Events. Benefiz-Veranstaltungen finden in verschiedenen Sportarten wie Golf, Laufen oder Bowling sowie in Kooperation mit verschiedenen Gastronomie-Betrieben statt. Ein Fixpunkt ist dabei jedes Jahr das Sporthilfe „Ski for Gold“ Charity-Race, an dem Prominente aus Sport, Kultur und Society am Tag vor dem Nightrace auf der Planai teilnehmen.
Im Rahmen der Sporthilfe Business Community (SBC, zuvor Sport & Business Circle) haben sportinteressierte Wirtschaftstreibende und Privatunterstützer die Möglichkeit, an diesen Benefiz-Veranstaltungen teilzunehmen und dort in Austausch mit österreichischen Spitzensportlern zu treten.